# ماهیچه بالابرنده مقعد
ماهیچه بالابرنده مقعد یا عضلهٔ لواتور آنی (انگلیسی: Levator ani) از ماهیچه‌های بدن و کار آن حمایت و پشتیبانی از احشاء لگنی و کمک به افزایش مقاومت در برابر فشار درون شکمی است.
ماهیچه بالابرنده مقعد نامی است که یکجا به بخش‌های ماهیچه‌ای مهم دیافراگم لگنی داده‌اند، این بخش‌های ماهیچه‌ای اصولاً از عقب تنه استخوان عانه منشأ می‌گیرند و به عقب به‌سوی دنبالچه می‌روند؛ این بخش‌ها شامل ماهیچه شرمگاهی‌دنبالچه‌ای (pubococcygeus) (یا ماهیچه بالابرنده پروستات در مرد و شرمگاهی‌مهبلی (pubovaginal) در زن)، ماهیچه شرمگاهی‌راست‌روده‌ای (puborectal)، و ماهیچه تهیگاهی‌دنبالچه‌ای (iliococcygeus) است. عصب‌گیری آن از عصب خاجی (ساکول) سوم و چهارم است.
ماهیچه بالابرنده مقعد به صورت یک صفحه نازک و پهن است که مبدأ آن به صورت خطی از پشت تنه استخوان پوبیس تا خار ایسکیوم امتداد دارد و در امتداد این خط از یک قوس وتری که نیام ضخیم شده پوشانده عضله Obturator Internus است مبدأ می‌گیرد. از این مبدأ تعدادی از الیاف عضلانی بسمت پائین و داخل می‌روند.
ماهیچه‌های بالابر مقعد، در دو طرف، حلقه عضلانی کارآمدی را تشکیل می‌دهند که احشای لگن را در سر جای خود نگه می‌دارد. این عضلات هنگام انقباض شدید عضلات شکم (در مواردی مثل زور زدن و سرفه کردن) مانع افزایش فشار داخل لگن می‌شوند. همچنین در محل اتصال مقعد به راست‌روده عمل اسفنکتری مهمی انجام می‌دهند و در زنان به عنوان اسفنگتر واژن نیز عمل می‌کنند.
ماهیچه‌های بالابر مقعد به صورت ارادی می‌تواند در طی افزایش ناگهانی فشار داخل شکم باعث توقف نشت ادرار شود (از طریق کامپرس پیشابراه در مقابل سمفیزیس پوبیس یا از طریق جلوگیری از نزول پیشاب‌راه).
ماهیچه‌های بالابر مقعد به صورت تونیک فعال هستند و یک ساپورت دائمی برای ارگان‌های پلویس ایجاد می‌کنند.
در زنان، این عضلات پیشاب‌راه، مهبل و راست‌روده را به سمت استخوان پوبیک می‌کشند. در این شرایط بافت همبند حمایت‌کننده تنشن اندکی دارد.
اگر پشتیبانی عضلانی از بین برود، بافت همبند کشیده شده یا پاره می‌شود و پرولاپس یا بی‌اختیاری ادرار حادث می‌گردد.